# 크리스 테일러 (게임 디자이너)

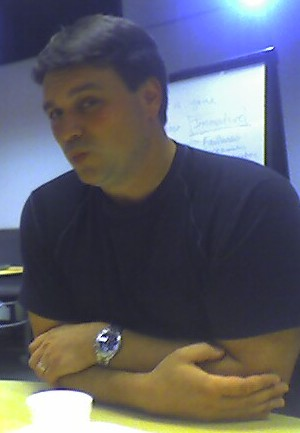
크리스 테일러

크리스 테일러(Chris Taylor)는 캐나다의 게임 디자이너, 개발자이다. 《토탈 어나일레이션》, 《던전 시즈》그리고 《슈프림 커맨더》등을 개발한 것과 가스 파워드 게임스를 설립한 것으로 잘 알려져 있다.

## 참여한 게임
- 4D 스포츠 복싱
- 토탈 어나이얼레이션
- 던전 시즈
- 슈프림 커맨더
- 슈프림 커맨더 2
- 에이지 오브 엠파이어 온라인